# Есперанж (комуна)
Есперанж (люксемб. Hesper, фр. Hesperange, нім. Hesperingen) — комуна Люксембургу. Входить до складу кантону Люксембург в окрузі Люксембург.

## Географія
Площа території комуни становить 27,22 км² (27-е місце за цим показником серед 116 комун Люксембургу).
Висота найвищої точки комуни над рівнем моря складає 334 метрів (102-е місце за цим показником серед комун країни), найнижчої — 255 метрів (66-е місце).

## Демографія
Станом на 2011 рік на території комуни мешкало 13 411 ос.
Динаміка чисельності населення:

## Адміністративний поділ
До складу комуни входять такі поселення:
| Поселення | Населення за даними переписів: | Населення за даними переписів: | Населення за даними переписів: |
| Поселення | на 31.03.1981                  | на 01.03.1991                  | на 15.02.2001                  |
| --------- | ------------------------------ | ------------------------------ | ------------------------------ |
| Альзінген | 939                            | 1 334                          | 1 353                          |
| Фентанж   | 1 134                          | 1 135                          | 1 280                          |
| Есперанж  | 1 241                          | 1 580                          | 1 900                          |
| Ховальд   | 4 134                          | 4 066                          | 4 060                          |
| Іціг      | 1 645                          | 1 806                          | 1 807                          |